# Білявка в законі 2
«Білявка в законі 2: Червоне, біле і білявка» — кінофільм режисера Чарльза Герман-Вермфелда, що вийшов на екрани у 2003.

## Сюжет
Завоювавши в першому фільмі Гарвард, Ель Вудс посідає тепер посаду юриста у великій фірмі і поєднує успішну кар'єру з приготуваннями до весілля. Щойно дізнається, що матусю її улюбленого цуцика Велетня використовують для дослідів в косметичній промисловості клієнти її ж фірми Ель піднімається на боротьбу за права тварин і залишається звільненою з роботи. Звичайно, вона пригнічена і обурена, але її знаменитий оптимізм залишається при ній. Міс Вудс вирушає до Вашингтона, щоби взяти справу в свої наманікюрені ручки. Втямити закони політики і перетягнути на свій бік конгресменів — непросте завдання. У морі сірого, чорного і темно-синього кольорів Елль виділяється як яскраво-рожевий реп‘ях. Політики не готові відразу прийняти «Капітолійську Барбі», а Вашингтон — не найкраще місце для жінки з бездоганним смаком і дипломом Гарварду на додаток. Але її розум, рішучість і зухвалість здатні завдати серйозного удару по системі. Виступаючи за права Велетня і його родичів, Ель надихає тих, хто не наважувався раніше здійняти голос на свій захист.

## Ролі
| Актор             | Роль |
| ----------------- | ---- |
| Різ Візерспун     | -    |
| Саллі Філд        | -    |
| Реджина Кінг      | -    |
| Дженніфер Кулідж  | -    |
| Брюс МакГілл      | -    |
| Дена Айві         | -    |
| Мері Лінн Райскаб | -    |
| Боб Ньюхарт       | -    |
| Люк Вілсон        | -    |
| Октавія Спенсер   | -    |

## Знімальна група
- Режисер — Чарльз Герман-Вермфелд
- Сценарист — Кейт Конделл, Аманда Браун, Ів Елерт
- Продюсер — Девід Никсей, Марк Е. Платт, Дженніфер Сімпсон
- Композитор — Рольф Кент